# Катастрофа у руднику планине Поли
52° 30′ 48″ С; 121° 35′ 47″ З / 52.513437° С; 121.596309° ЗКатастрофа у руднику на планини Поли је еколошка катастрофа која се догодила у Карибоу, централној регији Британске Колумбије у Канади. Одпочела је 4. августа 2014. године пробојем бране на јаловишту рудника бакра и злата чији је власник била компанија Империал металс испуштањем отпадних вода, које су годинама сакупљане у јаловишту, у језеро Поли надомак рудника. Убрзо су отпадне воде преплавиле језеро као и његову притоку Хезелти, настављајући свој ток до језера Куенсел и реке Карибо. До 8. августа јаловиште величине четири квадратна километара било је потуно празно. Тестови воде показивали су повишене нивое селена, арсена и других метала сличних тестовима пре катастрофе. Узрок пробоја бране утврђен је коначним извештајем објављен је 31. јануара 2015. Империал Металс је имао историју управљања језером изван капацитета још од 2011. године.

## Пробој бране
Катастрофа рудника на планини Поли у регији Карибо у Британској Колумбији одпочела је у раним јутарњим часовима 4. августа 2014. године са делимичним пробојем бране, испуштајући 10 милиона кубних метара отпадних вода и 4,5 милиона кубних метара муља у језеро Поли.
Други извори тврде да је ту било 7,3 милиона m³ јаловине, 10,6 милиона m³ отпадних вода и 6,5 милиона m³ формацијских вода.
Муљ и отпадне воде чупали су дрвеће, носилу муљ и крш који су "купили" са потока Хезелти, носећи их све до оближњег језера Куенсел. Изливање јаловинског базена довело је до подизања водостаја у језеру Поли за 1,5 метар., Хазелти поток од 2,5 m се претворијо у бујицу од 50 m која је за собом остављала пустош, притока Карибо је такође била погођена.
До 8. августа 2014. године мешавина токсичних отпадних вода и муља настављале су да се преливају у некада нетакнуто језеро Куенсел, једно од најчистијих језера на свету. До краја дана јаловишни базен од 4 km² био је скоро празан.
Стручњаци за безбедност рудника и медији окарактерисали су овај инцидент као једну од највећих еколошких катастрофа у модерној Канадској историји. Влада Британске Колумбије првобитно је тврдила да инцитенд није имао никакав утицај на животну средину, Министар за животну средину, Мери Полак, убрзо је смењен Новембра 2014. године.